# دوغ بيري (مدير فني)
دوغ بيري (بالإنجليزية: Doug Berry)‏ هو مدير فني أمريكي، ولد في 17 يوليو 1948 في كليرمونت في الولايات المتحدة.